# Клиши
Клиши (фр. Clichy) је насељено место у Француској у Париском региону, у департману Горња Сена.
По подацима из 2006. године број становника у месту је био 57.162.

## Демографија
| 1962.  | 1968.  | 1975.  | 1982.  | 1990.  | 1999.  | 2006.  | 2011.  |
| ------ | ------ | ------ | ------ | ------ | ------ | ------ | ------ |
| 56.316 | 52.477 | 47.764 | 46.895 | 48.030 | 50.179 | 57.162 | 59.458 |

## Партнерски градови
- Beit Sahour
- Хајденхајм на Бренцу
- Санкт Пелтен
- Santo Tirso Municipality
- Руби
- Садарк